# Hoogezand-Sappemeer

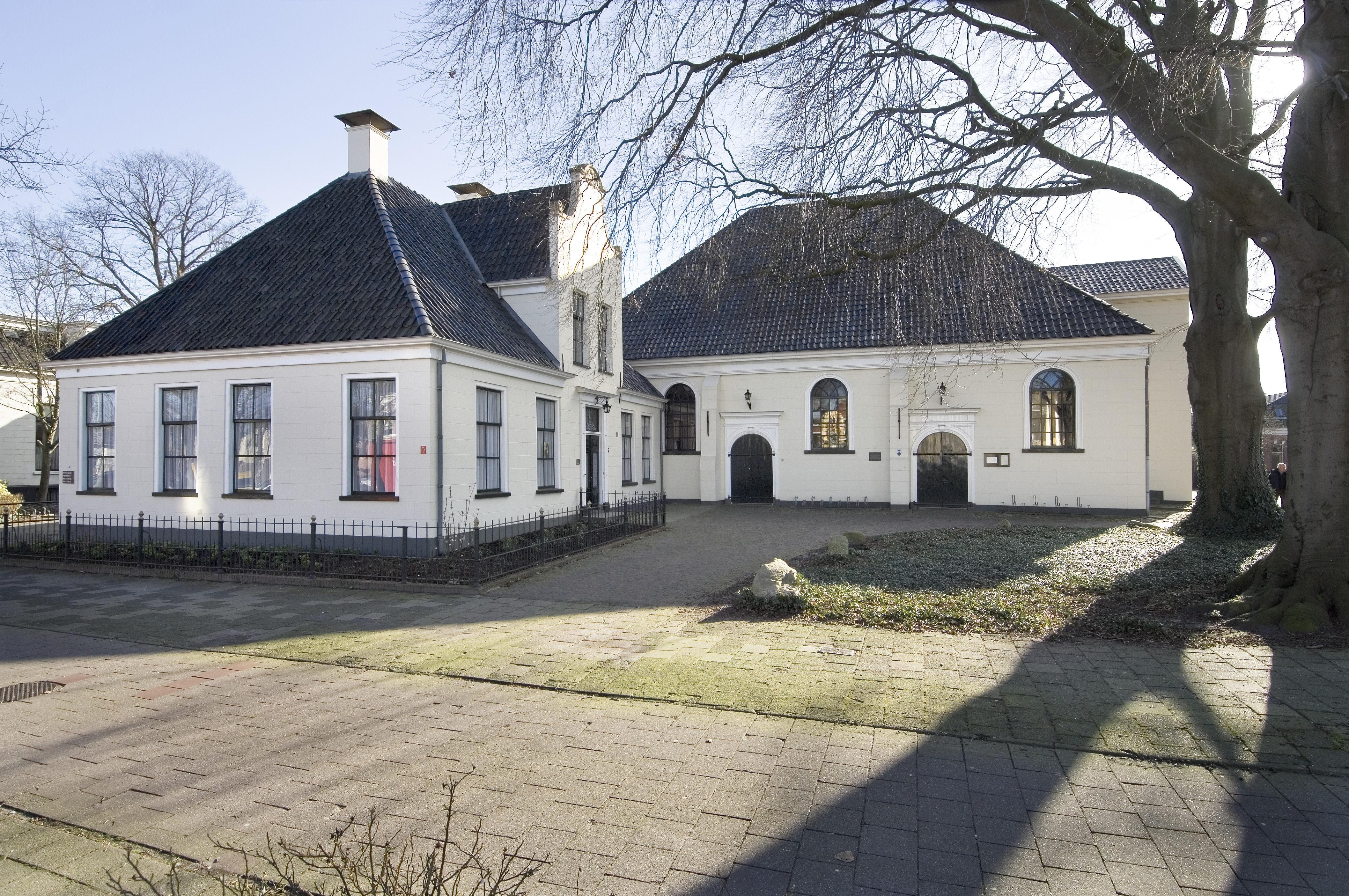
Kyrkan i Hoogezand.

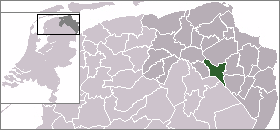
Hoogezand-Sappemeers läge (grönt) i Groningen (mörkgrått).

Hoogezand-Sappemeer är en historisk kommun i provinsen Groningen i Nederländerna. Kommunens totala area är 73,05 km² (där 5,52 km² är vatten) och invånarantalet är på 34 409 invånare (2005).